# 馬里恩鎮區 (堪薩斯州道格拉斯縣)
馬里恩鎮區（英語：Marion Township）為美國堪薩斯州道格拉斯縣轄下的鎮區。2010年美国人口普查中此鎮區人口有812人。

## 地理
馬里恩鎮區涵蓋總面積為185.9平方（71.77平方英里），其中陸地面積為184.2平方（71.13平方英里），水域面積為1.7平方（0.64平方英里）或0.89%。海拔高度335（1,099英尺）。

## 人口統計
根據2010年美國人口普查，馬里恩鎮區人口有812人，其中男性有415人，女性有397人，人口密度為每平方公里4.37人，住房計403戶。鎮區內的白人有782人，非裔美國人有4人，美洲原住民有5人，亞裔美國人有6人，太平洋島裔美國人有0人，其他種族有2人，混血種族則有13人。此外鎮區內有7人為西班牙裔或拉丁裔美國人。此鎮區之年齡中位數為48.1歲，而男性年齡中位數為48.4歲，女性年齡中位數為47.8歲。

## 交通

### 主要公路
- 56號美國國道